# Distrito de Udalguri
Udalguri es un distrito de India en el estado de Assam. Código ISO: IN.AS.UD.
Comprende una superficie de 1852 km².
El centro administrativo es la ciudad de Udalguri.

## Demografía
Según censo 2011 contaba con una población total de 832 769 habitantes, de los cuales 409 152 eran mujeres y 423 617 varones.